# The Prince and the Pauper (filme)
The Prince and the Pauper (br O Príncipe e o Mendigo) é filme norte-americano de 1937 dirigido por William Dieterle, com roteiro baseado no romance homônimo de Mark Twain.

## Sinopse
A história é sobre um mendigo chamado Tom Canty, filho do malvado John Canty, que foi brincar com o príncipe Edward nos jardins do palácio. Depois de brincarem muito, perceberam que incrivelmente tinham a mesma aparência. Decidiram então trocarem de roupa. Logo depois, chegou um guarda do palácio levando para fora o príncipe Edward, por confundí-lo com Tom.
Ninguém acreditava na história dos dois, somente o ambicioso conde Hertford que resolveu tirar proveito da situação. Amigo do capitão da guarda, Hertford manda caçar e matar o príncipe, com a desculpa que ele iria atrapalhar a coroação de Tom, por causa da morte do rei. Tom caiu no jogo de Hertford, sendo obrigado a ser coroado Rei.
Já Edward, fez amizade com Miles Hendon que o ajudou na história toda. John Canty havia assassinado um padre e para fugir, levou consigo Edward (pensando que era Tom). Miles foi atrás de Edward e ouviu os planos do guarda para matá-lo. Edward, com o suposto pai, passou por perto da coroação, onde foi reconhecido e coroado Rei.

## Elenco
- Errol Flynn   ... Miles
- Claude Rains ...  conde de Hetford
- Henry Stephenson ... Duque de Norfolk
- Barton MacLane ... John Canty
- Billy Mauch ... Tom Canty
- Bobby Mauch ... príncipe Edward Tudor
- Alan Hale ... capitão da guarda
- Eric Portman ... primeiro lorde
- Lionel Papi ... segundo lorde
- Leonard Willey ... terceiro lorde
- Murray Kinnel ... Hugo
- Halliwell Hobbes ... arcebispo
- Phyllis Barry ... empregada
- Ivam F. Simpson ... Clemens
- Montagu Love ... rei
- Fritz Leiber ... padre
- Elspeth Dudgeon ... mãe de John Canty
- Mary Field ... sra. Canty
- Joan Valerie ... Jane Seymour
- Robert Warwick ... Warwick
- Harry Cording ... guarda
- Robert Adair ... guarda
- Holmes Herbert ... médico
- Ann Howard ... Jane Grey
- Lionel Braham ... Ruffler
- Ian Wolfe ... dono da barraca
- Lionel Belmore ... dono da taberna
- Frank Baker ... homem na taberna
- Lotus Thompson ... Dama de Companhia